# Yigoga brunneopicta
Yigoga brunneopicta là một loài bướm đêm trong họ Noctuidae.